# Tomislav Dujmović
Tomislav Dujmović (Zagabria, 26 febbraio 1981) è un ex calciatore croato, di ruolo centrocampista.

## Carriera

### Club
Dopo aver militato nei campionati croati e nella massima divisione russa, nel gennaio 2012 viene ceduto in prestito in Spagna al Real Saragozza.

### Nazionale
Ha giocato 19 partite con la nazionale croata con cui ha partecipato al Campionato d'Europa 2012.

## Palmarès

### Club

#### Competizioni nazionali
- Campionato croato: 1

Dinamo Zagabria: 1999-2000